# كريس بارنيت
كريس بارنيت (مواليد 14 يونيو 1986) هو لاعب فنون قتال مختلطة أمريكي ينافس في الوزن الثقيل في بطولة يو إف سي.